# Marco von Orelli
Marco von Orelli (* 8. September 1970 in Basel) ist ein Schweizer Improvisations- und Jazzmusiker (Trompete, Kornett, Komposition, Bandleader).

## Leben und Wirken
Von Orelli studierte zunächst klassische Musik mit Schwerpunktfach Jazz in Winterthur und Zürich. Später absolvierte er im 1. Jahrgang den Master-Studiengang in Improvisation an der Musikhochschule Basel.
Verschiedene interdisziplinäre Arbeiten für Tanz- und Theaterprojekte sowie ein Engagement als Zirkusmusiker unterstreichen seinen Zugang zur Musik. Von Orelli schrieb auch Kompositionen für Werbespots, Radiojingles und Theatermusik.
Von Orelli gab und gibt Konzerte mit Formationen und Orchestern unterschiedlicher Stilrichtungen wie mit der Butoh-Tänzerin Flavia Ghisalberti, der Basel Sinfonietta, dem Swiss Improvisers Orchestra, Musique Brute, Tommy Meier Root Down Orchestra, Marco von Orelli 5 / 6, Big Bold Back Bone, Kaspar von Grünigen’s Bottom Orchestra, ensemble für neue musik zürich, Lotus Crash, unorthodoxjukebox o., Diego Aguirre’s Ensemble Aguas Vivas im Duo mit François Houle oder in François Houle’s Genera Sextet (In Memoriam, 2023).
2012 veröffentlichte das Label Hat Hut Records von Orellis vielbeachtete Debüt-Aufnahme als Bandleader unter Marco von Orelli 6 «Close Ties On Hidden Lanes». in der hatOLOGY Serie. Die Mitmusiker in diesem Sextett waren Michel Wintsch (Piano), Lukas Briggen (Posaune), Lukas Roos (Bassklarinette), Kaspar von Grünigen (Kontrabass) und Samuel Dühsler (Schlagzeug).
In seiner künstlerischen Arbeit bewegt sich Marco von Orelli im Feld der avancierten Strömungen der Improvisations- und Jazzmusik. Der Schwerpunkt seiner Musik steht in engem Zusammenspiel mit «Creative Jazz», komponierter Musik im Bereich «aktueller Musik» sowie «zeitgenössischer Musik». Tonträgereinspielungen dokumentieren seine Arbeiten.
Zudem tritt von Orelli regelmässig als Veranstalter von Konzerten und Festivals wie z. B. «Unorthodox Jukebox» 2016 oder Klappfonfestival 2018 in Erscheinung. Er hat selbständig oder zusammen mit anderen Musikern Kooperationen angeregt, Initiativen sowie verschiedene Konzertreihen ins Leben gerufen, u. a. Bund MBPK – Brot & Spiele, Musik im Taktil.

## Diskographische Hinweise (Auswahl)
- Marco von Orelli & Sheldon Suter Draw from the Source (ezz-thetics, 2023)
- !unorthodoxjukebox o. (Wide Ear Records)
- François Houle und Marco von Orelli Make That Flight (ezz-thetics, 2022)
- Ensemble Aguas Vivas Aguas Vivas (2021)
- Ensemble Aguas Vivas Seis Umbrales Emboscados for Emilio del Solar (2021), mit Diego Aguirre, Marina Tantanozzi, Eva-Maria Karbacher, Pio Schürmann, Victor Barceló, Samuel Dühsler
- Marco von Orelli: Solo (ezz-thetics, 2021)
- Marco von Orelli, Tommy Meier, Luca Sisera, Sheldon Suter: Lotus Crash (ezz-thetics, 2019)
- Big Bold Back Bone Emerge (Wide Ear Records, 2018)
- Big Bold Back Bone In Search of the Emerging Species (Clean Feed Records)
- Marco von Orelli, Max E. Keller, Sheldon Suter: Blow, Strike & Touch (hatOLOGY, 2017)
- Tommy Meier Root Down Orchestra Tharir (Unit Records, 2016)
- Udo Schindler und Marco von Orelli Luft.Spiele (FMR Records)
- Marco von Orelli 5 Alluring Prospect (hatOLOGY, 2015)
- Big Bold Back Bone (mit Luis Lopes, Travassos, Sheldon Suter) Clouds Clues (Wide Ear Records, 2013)
- Marco von Orelli 6 Close Ties on Hidden Lanes (hatOLOGY, 2012)
- Musique Brute (mit Co Streiff, Natalia Sidler, Jan Schlegel, Sheldon Suter), Poste Restante (Unit Records, 2012)
- Tommy Meier The Master and the Rain (Intakt Records, 2010)
- Swiss Improvisers Orchestra: Zwitzerland (Creative Sources, 2009), mit Ursula Maehr, Carles Peris, Francis Petter, Valentin Vecellio, Sabine von Werra, Christoph Baumann, Markus Fischer, Jacques Widmer
- Musique Brute Bars und Rests (2008)
- Tommy Meier Root Down (Intakt Records, 2007)
- Basel Sinfonietta Hafenbecken I & II Umschlagplatz Klang Komp. Daniel Ott (point de vue, 2007)
- Basel Sinfonietta ODNA – ALLEIN. Ein Film von Grigori Kosinzew und Leonid Trauberg, 1931 (DVD)[9] 2007
- Basel Sinfonietta The Unknown Shostakovich (DVD). Ein Film von Peter Robertson und Lewis Owens 2006
- Cord’n’Blöö Fish Fry (Turicaphon, 2000)